# Celleporella uberrima
Celleporella uberrima is een mosdiertjessoort uit de familie van de Hippothoidae. De wetenschappelijke naam van de soort is voor het eerst geldig gepubliceerd in 1987 door Moyano.